# Кукмор
Кукмор (на татарски: Кукмара, на руски: Кукмор) е селище от градски тип, разположено в Кукморски район, Татарстан. Населението му към 1 януари 2018 година е 17 753 души.

## История
Селището е основано през 1650 година, през 1928 година става селище от градски тип.